# Josep Dalmau i Estrany
Josep Dalmau i Estrany (Calonge, Baix Empordà, 1865 – 1906) fou músic instrumentista català de tible i flautí.

## Biografia[1]
Josep Dalmau va néixer el 21 de febrer de 1865 a Calonge. Els seus pares eren Pere Dalmau i Vendrell i Caterina Estrany i Aymerich.
Josep Dalmau feia de taper i vivia al carrer de Sant Nazari. Va tocar amb la cobla orquestra la Principal de Calonge, que dirigia Jaume Clara, a finals del segle xix. Després va marxar amb la formació que va formar Rafael Colom i Ametller, que va durar poc temps. Colom era deixeble de Josep Sardó i Cassà i fuster de professió. L'orquestra de Colom actuava inicialment al Castell medieval. Després, a partir del 1900, amb la construcció del teatre Fontova, també conegut com la sala d'en Recolta, van passar a aquest local.
Es va casar amb Dolors Albertí i Casas, que era natural de Llagostera. Dalmau va morir a Calonge el 27 de juliol del 1906.